# David Reichinstein
David Reichinstein (geboren 9. Juni 1882 in Mogiljow, Russland; gestorben 4. November 1955 in Zürich) war ein emigrierter russischer Naturwissenschaftler und in Deutschland und der Schweiz Autor von naturwissenschaftlich-technischen Büchern.

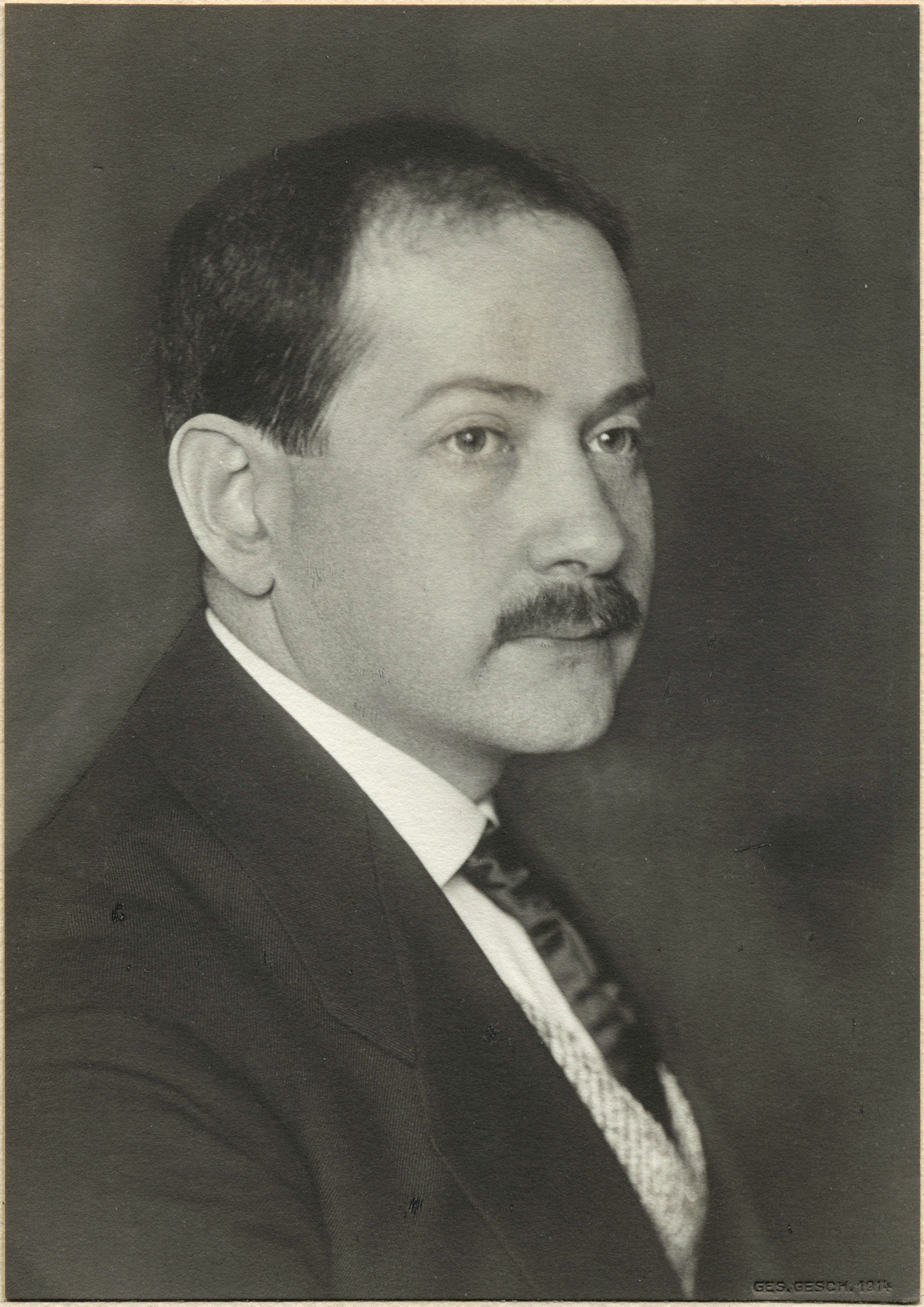
David Reichinstein (circa 1914)

## Leben
David Reichinstein wurde 1908 an der Universität Leipzig beim Physikochemiker Max Le Blanc und beim Chemiker Arthur Hantzsch promoviert. Er wurde 1918 Professor für Physikalische Chemie an der Universität Nischni Nowgorod und arbeitete ab 1924 an der ukrainischen Landwirtschaftsakademie, die wegen des Bürgerkriegs nach Poděbrady in der Tschechoslowakei ausgewichen war. Reichinstein zog 1928 nach Berlin und arbeitete als Autor und freier Wissenschaftler an der Technischen Hochschule, wo er von 1928 bis 1933 einen Lehrauftrag wahrnahm. Nach der Machtübergabe an die Nationalsozialisten 1933 flüchtete er in die Tschechoslowakei nach Prag und 1938 von dort nach Zürich.
Reichinsteins Manuskript einer Biografie von Albert Einstein, mit dem er seit 1911 in brieflichem und persönlichem Kontakt stand, wurde von diesem 1932 vehement abgelehnt, die Schrift erschien 1934 trotzdem in Prag.

## Schriften (Auswahl)
- Das Amphoteritätsproblem und die elektromotorische Wirksamkeit. Frankfurt a. M.: Knauer, 1908
- Die chemische Polarisation der umkehrbaren elektrolytischen Elektrode. Halle: Knapp, 1911
- Bestimmung von Geschwindigkeiten von Elektrodenreaktionen. 1913
- Die Eigenschaften des Adsorptionsvolumens. Zürich : Leemann, 1916
- Zwei Rostschutz-Verfahren. Zürich : Jaeger, 1916
- Der elektrolytische Stromverstärkungseffekt. 1920–22
- Grenzflächenvorgänge in der unbelebten und belebten Natur. Vorwort Albert Einstein. Leipzig : Joh. Ambr. Barth, 1930
- Albert Einstein, sein Lebensbild und seine Weltanschauung. Charlottenburg : Selbstverlag, 1932
- Das Problem des Alterns und die Chemie der Lebensvorgänge. Zürich : Akeret, 1940
- Die Religion des Gebildeten. Zürich : Aristoteles, 1941
- Warum wir altern. Zürich : Aristoteles, 1942
- Wissenschaftliche Bibliographie von David Reichinstein : seine Forschungsmethoden, Entdeckungen und mathematischen Gleichungen, sowie seine Philosophie ; Reichinstein's Kontakt mit der wissenschaftlichen Welt der Vorhitlerzeit ; Autobiographisches. Zürich : Aristoteles, 1953
- Das moderne Weltbild populär-wissenschaftlich dargestellt. Zürich : Aristoteles, 1955